# Георгиевский район
Гео́ргиевский райо́н — территориальная единица в Ставропольском крае России. В границах района образован Гео́ргиевский муниципальный округ.
Административный центр — город Георгиевск.

## Введение
Современные социальные и этнополитические процессы происходящие на Северном Кавказе в наилучшей степени фокусируются на отдельных небольших территориях уровня города или административного района. Социальные проблемы Георгиевского района Ставропольского края отражают в полной мере все основные проблемы населения и расселения на Северном Кавказе. На его просторах встречаются как распространённые процессы и явления характерные для всей страны, так и любопытные явления которые могли сформироваться только здесь с течением времени под влиянием местных физико- и экономико-географических условий. Району присущи многие общероссийские явления и процессы такие, как характеристики естественного движения населения, проблема занятости и связанный с ней целый спектр проблем социальной сферы, являющихся отражением экономического кризиса российского села.
Вместе с тем Георгиевский район на общероссийском фоне выделяется высокой концентрацией сельского населения на сравнительно небольшой территории (занимая площадь всего 0,11 ‰ страны он концентрирует 2,35 ‰ сельского населения), особенностями расселения, этнической структурой населения, устойчивой миграцией в сельскую местность, образом жизни и менталитета селян. Проблемы, стоящие перед сельской местностью Георгиевского района в настоящее время актуальны для любой другой территории русского Предкавказья, поэтому заслуживают особого рассмотрения.

## Географическое положение
Георгиевский район расположен практически в географическом центре Северного Кавказа в южной части Ставропольского края. Понимание ситуации сложившейся сейчас на его просторах кроется в экономико-географическом положении. На каждом из своих уровней ЭГП характеризуется экотонностью, для которой характерно повышение разного рода процессов и явлений, чем на однородных территориях.
На микроуровне — это один из важных районов Ставропольского края в плане, находящийся на своеобразном переходе от высокоразвитого урбанизированного региона КМВ (Кавказские Минеральные Воды) к аграрным районам с низким уровнем проникновения городского образа жизни. При рассмотрении разного рода показателей район во многом как моноцентричен, так и находится в сфере влияния ядра КМВ, так и оказывает влияние на развитие соседних районов (Кировский, Советский, Степновский), для которых Георгиевск — «главный» город в окрестности при рассмотрении разного рода показателей.
МезоЭГП во многом определяется транспортным положением и положением относительно административных границ региона. Георгиевск — является достаточно мощным транспортным узлом. Исторически сложилось, что на него фокусируются железные и автодороги, коммуникации, идущие из предгорий на равнину, по долине Кумы, на север в сторону Ставрополя, по долине Подкумка. Непосредственно не гранича с соседними республиками он находится на стыке этнокультурных пространств равнинного русского Предкавказья и горских республик.
В настоящее время он занимает площадь 1919,8 км², простирается на 73 км с севера на юг и 45 км с запада на восток. Граничит с 6 районами Ставропольского края и городом Георгиевском, внутри него. Георгиевский район — территориально принадлежит эколого-курортному региону федерального значения — Кавказские Минеральные Воды.
Входит в состав эколого-курортного региона Кавказские Минеральные Воды. Расположен во 2-м экологическом подрайоне с режимом ограниченного природопользования (округа санитарной охраны курорта). Земельные участки ограничены в обороте в соответствии с пунктом 5 статьи 58 Федерального закона от 10.01.2002 № 7-ФЗ «Об охране окружающей среды» и имеют ограниченный режим использования, установленный в соответствии с Постановлением Правительства РФ от 07.12.1996 N 1425 «Об утверждении Положения об округах санитарной и горно-санитарной охраны лечебно-оздоровительных местностей и курортов федерального значения».

## История
В составе Ставропольского края Георгиевский район образован в 1924 году из волостей и сел 5 (Георгиевского, Пятигорского, Моздокского, Александровского и Свято-Крестовского) уездов. Георгиевский район — одна из наиболее интересных территорий для изучения географии сельского населения в России. Району присущи многие общероссийские явления и процессы такие, как характеристики естественного движения населения, проблема занятости и связанный с ней целый спектр проблем социальной сферы, являющихся отражением экономического кризиса российского села.

### XVIII век
Земли степей Предкавказья были издревле заселены преимущественно кочевыми племенами.
Наиболее древние археологические находки относятся к культуре скифов, потом здесь жили и кочевали сарматы, аланы, гунны, половцы, монголы, с XIV века основное население составляли черкесы (адыги). Интенсивная русская колонизация Северного Кавказа началась во второй половине XVIII века.
В сентябре 1777 года на левом берегу Подкумка, в 6 верстах от его устья, была заложена крепость Святого Георгия.
Под прикрытием мощной крепости в долине Кумы стали возникать первые русские поселения: села Александрия (1784 год), Обильное (1784 год), Новозаведенное (1784 год), Подгорное (1786 год), Незлобное (1786 год). Относительная защищённость, отсутствие крепостной зависимости, природные богатства, благоприятный климат и выгодное географическое положение — все это способствовало к стремительному росту прикумских сел.
Царское правительство проводило упорядоченную политику быстрого заселения степей Предкавказья. Ежегодно тысячи крестьян переселялись в прикумские села. В поселения Георгиевской части Кумской долины переселенцы прибывали преимущественно из Воронежской, Орловской и Тамбовской губернии. Переселение шло «сотнями», то есть группами общинных крестьян одного села. Сначала «сотни» располагались одна около другой, оттого села первое время представляли конгломераты из нескольких «сотен». Позже, сливаясь в единый массив, они превращались в очень крупные по современным меркам поселения, насчитывая уже в первые годы после основания по несколько тысяч человек.
Список населённых мест Георгиевского уезда на 1789 год
села
- Новозаведенное — 1182 д.м.п. и 579 д.ж.п. (гл.обр. экономические и дворцовые крестьяне, а также однодворцы)
- Обильное — 1348 д.м.п. и 822 д.ж.п. (гл.обр. однодворцы)
- Подгорное — 1058 д.м.п. и 740 д.ж.п. (гл.обр. однодворцы)

слобода
- Александрия — 838 д.м.п. и 545 д.ж.п. (гл.обр. однодворцы)

Указом от 30 августа 1790 года Кавказское наместничество и Кавказская губерния ликвидированы, губернские присутственные места переведены в Астрахань, город Екатериноград и Екатериноградский уезд упразднены. Из Екатериноградского уезда в состав Георгиевского уезда вошли селения Государственное, Незлобное, Нины, Отказное, слободы Александровская и Григорьевская.

### XIX век
В 1802 году Георгиевск стал центром Кавказской губернии, возросла его роль как административного и военного центра. Окрестные села, превосходившие губернский город по населению попадали лишь под административное влияние, и частично экономическое, в остальном, оставаясь автономными поселениями. Экономика села находилась на полном самообеспечении.
В 1825—1831 годах после нескольких крупных набегов горцев правительство приняло ряд мер по укреплению южных границ. Были основаны десятки станиц в предгорьях, в том числе и станица Георгиевская напротив Георгиевска в 1829 году.
В казачье сословие были переведены и стали станицами Александрийская, Подгорная, Незлобная. Позже, в 1848 году, между Георгиевском и Пятигорском была основана станица Лысогорская. Отмена крепостного права по-своему сказалась на сельской местности Предкавказья. В окрестностях Георгиевска не было ни одного помещичьего владения, все села представляли общины государственных крестьян.
Строительство и открытие в 1875 году Владикавказской железной дороги обусловили начало экономического подъёма. Железная дорога прошла по юго-западной части современного района. В станице Незлобная была создана одна из крупнейших на Северном Кавказе железнодорожных станций, служившая перевалочной базой для всей Кумской долины. Её грузооборот в конце XIX века был самым большим на Владикавказской железной дороге. На рубеже веков территория нынешнего Георгиевского района представляла собой плотнонаселённые долины Кумы и Подкумка.

### XX век
Такие же тенденции к росту сохранились и в начале XX века. Определённый эффект имела столыпинская аграрная реформа. В Георгиевском районе она привела лишь к созданию сети хуторов на обширных пространствах к северу от Кумской долины. Один из них — Ульяновка на Мокром Карамыке существует и поныне, а остальные исчезли.
В 1913 году строится железная дорога через Георгиевск, и в станице Александрийской открывается станция Виноградная.
В 1915—1916 годах была построена Кумская железная дорога от Георгиевска до города Святого Креста. Доказывая необходимость строительства этой дороги, историк-краевед Г. Н. Прозрителев писал: «Наш Прикумский край — это золотое дно: там миллионы пудов хлеба, кож, вина, производство его выражается в огромной сумме. Села по р. Куме почти слились в одно сплошное поселение. Словом, это лучшее и богатейшее место в губернии».
Первая мировая война, революции, Гражданская война, голод 1921—1922 годов нанесли огромный ущерб, как экономике, так и населению Георгиевского района. Перестал существовать благодатный аграрный край. НЭП оживил экономику, залечил раны войн. С конца 1930-х начинается стремительный рост влияния города на окрестности. Это объясняется тем, что 1924 году был образован Георгиевский район в границах во многом схожих с современными; начался быстрый процесс индустриализации, возникла потребность новостроек в трудовых ресурсах. Георгиевск превратился в полифункциональный центр района.
В 1930 году в составе района образован Южно-осетинский сельсовет, в состав которого входили населённые пункты Весёлый Хлебороб, Долиновка, Казбек, Нариман, Южная Осетия, Новая Надежда, Усилие.
В марте 1932 года из Георгиевского района в Александровский район были переданы: Саблинский, Южно-осетинский, Свободненский, Сухопаденский сельсоветы, земельные участки Военконзавода и конкооперации и Ульяновского совхоза «Овцевод», а из ликвидированного Прохладненского района передан Советский сельсовет.
В 1942 году немецкими оккупантами были расстреляны 55 человек и захоронены в яме, находящейся на территории трудовой колонии НКВД в Александрийско-Обиленском районе. Жертвами стали 5 мужчин, 12 детей до 12 лет и 38 женщин разного возраста. Все те, кого удалось опознать, были евреями.
10 января 1943 года Георгиевский район освобождён от немецко-фашистских захватчиков.
Указом Президиума Верховного совета РСФСР от 20 августа 1953 года № 741/4 Александрийско-Обиленский район был упразднён, а его территория передана в Георгиевский район.
1 февраля 1963 года были образованы вместо существующих 15 сельских районов: Александровский, Апанасенковский, Благодарненский, Воронцово-Александровский, Георгиевский, Изобильненский, Ипатовский, Кочубеевский, Красногвардейский, Курский, Левокумский, Минераловодский, Петровский, Прикумский и Шпаковский.
12 января 1965 года Президиум Верховного Совета РСФСР постановил:
Арзгирский, Александровский, Апанасенковский, Благодарненский, Георгиевский район, Изобильненский, Ипатовский, Кочубеевский, Красногвардейский, Курский, Левокумский, Минераловодский, Новоалександровский, Петровский, Прикумский, Советский и Шпаковский сельские районы края; Адыге-Хабльский, Зеленчукский, Карачаевский, Малокарачаевский, Прикубанский и Хабезский сельские районы Карачаево-Черкесской автономной области преобразовать в районы.
На 1 марта 1966 года в состав Георгиевского района входило 18 сельсоветов: Александрийский, Георгиевский, Горнозаводской, Зольский, Комсомольский, Краснокумский, Лысогорский, Марьинский, Незлобненский, Новозаведенский, Новопавловский, Новосредненский, Обиленский, Подгорненский, Старопавловский, Ульяновский, Урухский и Шаумяновский:10—11.
В связи с разукрупнением колхозов и необходимостью более интенсивного использования земельных ресурсов была создана целая сеть небольших посёлков в северной и южной частях района. Великая Отечественная война и интенсивная урбанизация в послевоенные годы нанесли Георгиевскому району ощутимый урон. В большинстве сел и станиц отмечалось абсолютное сокращение населения и экономической активности. С 1969 года Георгиевский район существует в современных границах.
На 1 января 1983 года в районе числилось 12 сельсоветов: Александрийский, Георгиевский, Крутоярский, Лысогорский, Незлобненский, Новинский, Новозаведенский, Обильненский, Подгорненский, Ульяновский, Урухский и Шаумяновский:11—12.
Решением Президиума Ставропольского краевого Совета народных депутатов от 8 октября 1990 года № 81 в Георгиевском районе образован Балковский сельсовет (с центром в посёлке Балковский), в состав которого вошли посёлки Балковский и Роговой, выделенные из Ульяновского сельсовета этого же района.

### XXI век
13 декабря 2001 года в состав Георгиевского района из подчинения администрации города Георгиевска был передан Краснокумский сельсовет.
С 1 июня 2017 года все сельские поселения Георгиевского района и городской округ город Георгиевск объединены в Георгиевский городской округ. 7 декабря 2017 года административно город Георгиевск был включён в Георгиевский район, сохранив статус города краевого значения.
9 июня 2023 года городской округ преобразован в муниципальный округ из-за несоответствиям критериям, предъявляемым Федеральным законом к городским округам.

## Официальная символика

### Георгиевский муниципальный район

Герб Георгиевского муниципального района

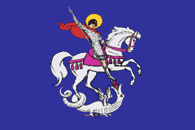
Флаг Георгиевского муниципального района

Герб и флаг муниципального района были утверждены 5 февраля 2008 года и 27 февраля 2008 года внесены в Государственный геральдический регистр Российской Федерации с присвоением регистрационных номеров 3895 и 3896 соответственно.
Геральдическое описание герба Георгиевского муниципального района Ставропольского края гласило: «Лазоревый щит со Святым Великомучеником Святым Георгием Победоносцем в серебряном одеянии, в червлёном плаще, с золотым нимбом и диадемой в коричневых волосах на серебряном коне с пурпурной сбруей, серебряным же копьём, попирающим серебряного дракона с червлёным вооружением».
Флаг представлял собой «прямоугольное полотнище лазоревого цвета с соотношением сторон 2:3, несущее в себе расположенные по центру фигуры герба Георгиевского муниципального района Ставропольского края: Святого Великомученика Святого Георгия Победоносца в серебряном одеянии, в червлёном плаще, с золотым нимбом и диадемой в коричневых волосах на серебряном коне с пурпурной сбруей, серебряным же копьём, попирающего серебряного дракона с червлёным вооружением».
После упразднения Георгиевского муниципального района данная символика больше не используется.

### Георгиевский муниципальный округ

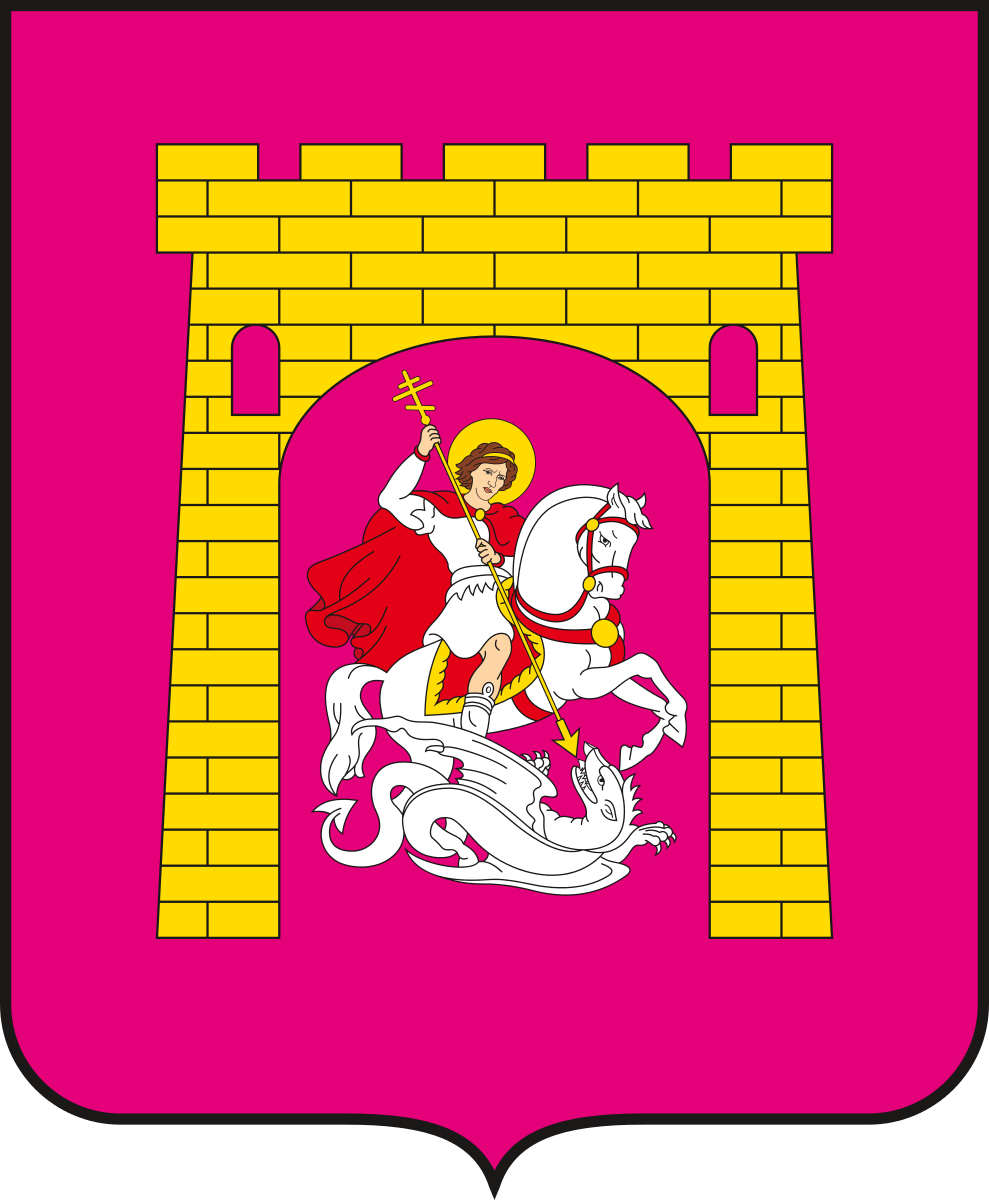
Герб Георгиевского муниципального округа

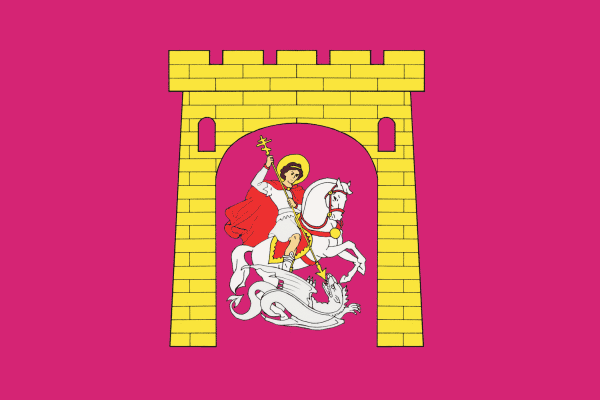
Флаг Георгиевского муниципального округа

В настоящее время округом используются герб и флаг города Георгиевска, утверждённые 26 июня 2009 года и внесённые в Государственный геральдический регистр Российской Федерации с присвоением регистрационных номеров 5058 и 5059 соответственно. Ожидается, что до конца 2018 года муниципальным образованием будет проведена работа по перерегистрации принятой ранее официальной символики. Кроме того, обсуждается вопрос о разработке новых символов муниципального округа.
Геральдическое описание действующего герба Георгиевского муниципального округа Ставропольского края гласит: «В пурпурном щите в проёме арки ворот золотой крепостной, стенозубчатой в кладку башни о пяти зубцах и с двумя бойницами, Святой Великомученик Георгий Победоносец в серебряном одеянии, в червлёном плаще, с золотыми нимбом и диадемой в коричневых волосах на серебряном коне с червлёной сбруей, золотым копьём, попирающий серебряного дракона».
Флаг представляет собой «пурпурное полотнище с соотношением сторон 2:3, полностью повторяющее геральдическую композицию герба».

## Население
Распределение населения района
 Георгиевск (38,86 %) Незлобная (12,1 %) Краснокумское (10,63 %) Александрийская (6,68 %) Лысогорская (7,13 %) Обильное (3,88 %) Остальные (20,72 %)
| 1804     | 1825     | 1926     | 1931     | 1939     | 1959     | 1970     | 1979     | 1989     |
| -------- | -------- | -------- | -------- | -------- | -------- | -------- | -------- | -------- |
| 19 200   | ↗22 000  | ↗31 473  | ↗115 368 | ↘68 362  | ↗86 709  | ↗93 656  | ↘63 418  | ↗72 417  |
| 1990     | 1991     | 1992     | 1993     | 1994     | 1995     | 1996     | 1997     | 1998     |
| ↗73 431  | ↗74 872  | ↗76 413  | ↗77 453  | ↗79 675  | ↗81 716  | ↗83 140  | ↗84 380  | ↗85 256  |
| 1999     | 2000     | 2001     | 2002     | 2003     | 2004     | 2005     | 2006     | 2007     |
| ↗87 310  | ↗88 979  | ↗89 974  | ↗91 371  | ↘91 303  | ↘91 175  | ↗91 232  | ↘91 048  | ↘90 806  |
| 2008     | 2009     | 2010     | 2011     | 2012     | 2013     | 2014     | 2015     | 2016     |
| ↗91 116  | ↗91 535  | ↗101 367 | ↘101 357 | ↗101 516 | ↗101 580 | ↘100 978 | ↘100 886 | ↗100 933 |
| 2017     | 2018     | 2019     | 2020     | 2021     | 2023     | 2024     | 2025     |          |
| ↘100 518 | ↗167 262 | ↘165 798 | ↘164 433 | ↘160 238 | ↘158 452 | ↘157 898 | ↘157 087 |          |

Динамика численности в имперский период
До русской колонизации на территории района не было постоянного населения, поэтому динамику численности возможно вести только с конца XVIII века. За двести с лишним лет границы административных образований постоянно менялись, поэтому будем учитывать население проживавшее в современных границах района.
При основании Георгиевска первыми жителями крепости были 500 солдат Кабардинского полка и Хопёрские казаки. В станице Георгиевской, первом русском сельском населённом пункте на территории района в 1777 году было поселено 675 человек. В 1790 году, по косвенным данным, в сёлах Незлобное, Обильное и Новозаведенное жило не менее 2000 человек в каждом, в Александрии около 1700 человек. К 1800 году на территории района существовало 6 сел, насчитывающих порядка 10-12 тысяч человек.
Вплоть до первой Всероссийской переписи населения отсутствует статистика по населению сел окрестностей Георгиевска. Население сельских поселений до 70-х годов XIX века росло довольно медленно, в основном благодаря естественному приросту. Так в сёлах Обильном и Новозаведенном в 1873 году было всего 3884 и 2918 жителей соответственно. Конец XIX — начало XX века характеризуются быстрым ростом численности населения прикумских сел, который можно объяснить как мощным миграционным притоком из России, так и увеличением естественного прироста в результате снижения смертности.
Наибольшей людности поселения Георгиевского района достигли перед Первой мировой войной. Перепись 1914 года зафиксировала численность населения в окрестных Георгиевску сельских поселениях в 43,9 тысяч человек.
Динамика численности в советский период
В 1926 году в Георгиевском районе проживало всего 44,4 тысячи человек, то есть столько же, что и 12 годами ранее. Абсолютное сокращение населения было отмечено лишь в станицах Лысогорской, Подгорной и селе Обильном. Более того, добавилось 6 новых посёлков, чьё суммарное население, не превысило и 1,5 тысяч человек.
Следующей вехой стала перепись 1939 года. Если в большинстве районов РСФСР наблюдалось быстрое сокращение сельского населения (доля сельского населения сократилась с 1926 по 1939 год на 16 %), то в населённых пунктах Георгиевского и Александрийско-Обильненского района оно даже немного выросло и составило 46,6 тысяч человек или 105 % к 1926 году за счёт роста посёлков в северной части Александрийско-Обильненского района.
Потери в Великой Отечественной войне сильно отразились на численности населения. Районы с августа 1942 года по январь 1943 года находились под фашистской оккупацией, погибло много мирных жителей. Поэтому в 1946 году в наших сёлах проживало всего 35,1 тысячи человек (75 % к 1939 году).
Несмотря на интенсивную урбанизацию, Георгиевский район сумел восстановить довоенную численность населения, правда, только к концу 1950-х годов. Перепись 1959 года дала самые низкие значения численности населения для большинства крупных сел и станиц района в XX веке, хотя сразу после войны число жителей в них было ещё меньше. По сравнению с дореволюционным 1914 годом сельское население Георгиевского района даже немного увеличилось, что нехарактерно для России в целом.
В 1960-е годы тенденции изменились, и крупные села начали понемногу набирать население. Быстрее этот процесс шёл в ближайших к Георгиевску сельских поселениях. Всего же в Георгиевскому районе численность сельского населения увеличилась на 19 тыс. человек или на 42 %, в то время как в РСФСР она упала с 1960 по 1980 год на 33 %.
Динамика численности в постсоветский период
Георгиевский район — один из восьми районов Ставропольского края, где на протяжении всей второй половины XX века увеличивалась численность сельского населения. Коэффициент прироста населения за период с 1959 по 2000 годы в среднем составлял 1,34 % (по разным межпереписным десятилетиям от 0,89 % до 1,72 % — достаточно стабильный рост) (более высокие темпы прироста отмечались лишь Предгорном районе −1,50 %), в Ставропольском крае — 0,22 %, а в Российской Федерации — −0,87 %. В связи с чем, доля населения района в общей численности сельского населения в России выросла на 248 % и составляет сейчас 2,16 ‰.
В 1990-е годы наблюдалось несколько тенденций в динамике численности населения. Весь рассматриваемый период (1989—2006 гг.) логично разбить на три отрезка в зависимости от факторов, обуславливающих прирост численности населения.
1989—1994 годы — характеризуется пониженными показателями прироста населения — 1,19 % (в СК — 1,98 %), сельское население выросло всего на 5,0 тыс. чел, с 72,4 до 77,4 тыс. чел. Такие показатели обусловлены несколькими причинами:
- в Георгиевском районе был достаточно низкий для сельских территорий края коэффициент естественного прироста, который уже в 1993 году стал отрицательным;
- основной приток мигрантов направлялся в Георгиевск, где диаспоры некоренных народов имели более продолжительную историю, в отличие от других территорий край, где наблюдалась инверсия городского тренда в миграции, характерная для России начала 1990-х гг;
- Георгиевск не подвергся аграризации, так как пригородная зона была высоко развита, и оттока в район по этой причине не наблюдалось;
- городские жители, получившие в начале 1990-х участки в ближайших пригородах, не осуществляли активного переселения за городскую черту. Субурбанизация проходила обычными темпами.

1994—1999 годы — численность населения за этот период выросла на 6,7 тыс. чел, и составляла на 1.01.1998 — 83,2 тыс. чел. Коэффициент прироста населения в два раза превысил показатель за предыдущий период (2,1 %), и 4 раза средний по районам края, став наряду со Шпаковским, Предгорным и Минераловодским районом обладателем наивысших в крае темпов прироста населения. Население Георгиевска, главного объекта миграционных отношений стабилизировалось в 1995 году. Данный факт, объясняется рядом процессов, происходящих в пригородных сельских районов края, и является результатом наложения двух преобладающих процессов:
- начало Первой чеченской войны (дек. 1994 года) предопределило массовый исход мирных жителей, преимущественно русского населения. Поток беженцев в крае «оседал» вдоль главных транспортных магистралей, прежде всего вдоль железной дороги «Ростов—Баку». Георгиевск и Георгиевский район, как первый относительно безопасный русский регион на этом «коридоре» испытал в 1994—1996 гг. наибольшую миграционную нагрузку среди всех территорий края. Русские вынужденные переселенцы по большей части расселялись по сёлам равномерно по всей территории района, так как жильё и места приложения труда на селе было легче найти, чем в городах, переживающих второй наплыв мигрантов с резким обвалом занятых в промышленности;
- массой ввод в эксплуатацию жилья горожанами в пригородах. Для середины 1990-х характерно заселение новых микрорайонов частного сектора в Незлобной (район «Нефтекачка», военного городка), Краснокумского (п. Лазурный), северная часть п. Нового, северо-восток ст. Георгиевской. Налицо ускорение темпов субурбанизации, расширения транспортной доступности пригородов. Процесс присущий всем крупным городам края с развитой пригородной зоной;
- расширение притока неславянских мигрантов в сельскую местность. Город не справлялся с потоками беженцев из Закавказья, поэтому началось их интенсивное расселение в основной полосе расселения Георгиевского района.

1998—2001 годы замедление темпов роста численности населения, учитываемой статистикой. На 1.01.2000 года в Георгиевском районе проживало 84 723 чел, что на 1,6 тыс. больше чем на начало периода. По последним данным на 1.10.2001 в Георгиевске и Георгиевском районе насчитывалось 151 435 жителей, при этом на город приходилось 65,8-66,0 тыс. чел, а на район 85,4-85,6 тыс. жителей. Такая динамика численности объясняется процессами, характерными и для других пригородных районов края:
- Вторая чеченская война не дала мощного притока беженцев. В августе-сентябре 1999 года город принял до 3000 вынужденных переселенцев, но они были распределены по другим территориям края и России. Более того в Чечне к тому времени практически не осталось русского контингента, а нерусский неофициально стал проникать в обход статистического учёта;
- кризис 1998 года резко замедлил ввод жилья в пригороде. Более того основная масса желающих переселиться в пригороды уже сделала это и масштабы жилищного строительства объективно сократились;
- приток в сельскую местность шёл благодаря миграции из города и межрегиональной миграции не титульных народов.

2001—2006 годы стабилизация численности населения района. На 01.01.2006 года в Георгиевском районе проживало 91,5 тыс. чел. С момента последней переписи населения, которая «нашла» в районе около 6 тыс. жителей, численность населения практически не изменилась. Основная причина тому — исчерпание миграционного притока. В Георгиевском районе продолжает наблюдаться миграционный прирост, но его хватает только на перекрытие естественной убыли населения. В район по-прежнему едут люди из Георгиевска, сельских районов юга и востока края, из Армении и Азербайджана.
В целом за период (1989—2006 гг.), численность населения в Георгиевском районе увеличилась на 19,1 тыс. чел или на 26 %, в то время как в крае всего на 133 тыс. чел (на 13 %). Следовательно, увеличение сельского населения крае на 15 % обусловлено его приростом в Георгиевском районе. При том, что доля в численности населения только 7,7 %. Тенденции в динамике численности населения, наблюдаемые в Георгиевском районе, характерны как для остальных пригородных районов края (Шпаковской, Предгорный, Минераловодский, Кочубеевский), так и явились результатом мезоЭГП района (миграция вынужденных переселенцев), когда район занимал центральное место в «шлейфе» расселения беженцев, тянущегося от Чечни через южные и западные районы края, восток Краснодарского края, Ростовскую область в Россию. Также нашли в районе и общероссийские тенденции, в плане отрицательного естественного прироста, миграции «город-село», расширение субурбанизации и другие социально-экономические процессы, которые сказались на динамике численности населения.
На внутрирайонном уровне с 1981 года изменились тенденции в росте крупных и малых поселений. Население 9 крупнейших сёл и станиц увеличилось на 18,6 тыс. человек, или 34 %, 15 остальных только на 2,7 тыс. или 31 %, причём основной прирост обеспечили пригородные посёлки Новый и Шаумянский. По численности населения Георгиевский район занимает второе место в Ставропольском крае, уступая соседнему Предгорному району. В России Георгиевский район официально находится на 12-м месте.
Системы расселения Георгиевского района
В настоящее время на его территории насчитывается 24 населённых пункта, образующих сеть сельских поселений района, так как все они официально являются сельскими. Все они относятся к 15 сельским администрациям. Различия между ними значительны: от затерянного в степи хутора Роговой до огромной станицы Незлобной с многоэтажками и Интернетом, от превратившегося в спальный район Георгиевска посёлка Нового до аграрного села Ульяновка, от депопулирующих и депрессивных Крутоярского и Новомихайловского до интенсивно растущего села Краснокумского, от старинного, самобытного села Обильного до советских типовых посёлков типа Ореховая Роща или Приэтокский.
Как следствие концентрации сельского населения в немногочисленных населённых пунктах очень высокая людность сельских поселений в районе, в среднем около 4,0 тыс. чел, что в 2,5 раза выше среднекраевой и 17 выше среднероссийского показателя. Средняя людность сел в Георгиевском районе — 9-й показатель в России после ряда крупных районов Чечни, Дагестана, Ингушетии и Кубани.
Населённые пункты Георгиевского района не создают сплошной сети поселений. В северной части района можно выделить свою собственную систему расселения. Несколько посёлков разбросано между бесконечных полей. Все они были основаны в 1930-е годы в связи с освоением целинных земель между Томузловкой и Кумой. Расположены они на дне балок, на берегах оросительных каналов или пересыхающих речушек Сухой и Мокрый Карамык. Среди этих поселений заметно выделяется пос. Новоульяновский (2100 жителей), стоящий на берегах Широкого канала и Мокрого Карамыка. Новоульяновский связывает с остальным районом асфальтированная дорога до ст. Александрийской. Это наиболее отсталая часть района, ввиду своей удалённости.
К юго-востоку от этих посёлков и до Кумской долины 20-25 километровой полосой тянется совершенно незаселённая территория, занимающая 770 км² или 40 % площади района. Это земли с/х предприятий, чьи центральные усадьбы расположены в кумских сёлах и станицах. Субмеридиональные дороги связывают полевые станы и МТФ с эти поселениями. Отсутствие постоянных населённых пунктов на этой территории вполне закономерно. В XVIII—XIX веках крестьяне селились по речным долинам, не выходя на сухие междуречья и балки, в XX веке влияние и земли кумских сел как раз распространялось на 15-20 км к северу от села. В начале века была предпринята попытка заселить эту территорию созданием хуторов, но вскоре они были либо оставлены, либо превращены в отделения колхозов и совхозов. Сейчас многие поля из этой зоны опять заброшены, возделываются с/х угодья лишь в ближайших нескольких километрах от Кумской долины.
Южнее лежит долина реки Кумы — наиболее освоенное и заселённое место в районе, наряду с долиной Подкумка. На берегу это степной реки стоят шесть сельских населённых пунктов с суммарным населением — 25,3 тыс. человек. Здесь находятся четыре старейших села района, основанные первыми поселенцами в конце XVIII века. Это села Обильное и Новозаведенное, и позднее ставшие станицами Александрийская и Подгорная. Средняя людность этих селений — 6100 человек! При этом численность населения данных селений так и не оправились от потрясений XX века. В 1914 году их суммарное население составляло — 25,6 тыс. жителей, при средней людности в 6390 чел./снп.
Все сельские поселения Кумской долины образуют единую систему расселения связанную на западе с агломерацией Минеральных Вод, на востоке через село Солдато-Александровское с другими сёлами Кумской долины, а на юге с системой расселения долины Подкумка. Помимо этих селений к Куме выходит несколько улиц села Краснокумского. В долине реки, между железной дорогой Георгиевск — Минеральные Воды от села Краснокумского и до 1860 километра ж/д расположен основной ареал размещения дачных обществ в Георгиевском районе. В 3 км к югу от Александрийской находится посёлок Терский при лепрозории. Его тоже можно отнести к системе расселения Кумской долины. Наглядно территориальный рост сети поселений окрестностей Георгиевска в XX веке отражён на нижележащих рисунках.
Долина Подкумка — наиболее населённое место в районе. На берегах Подкумка находятся село Краснокумское, город Георгиевск, станица Незлобная и станица Лысогорская. В них суммарно проживает 104,5 тыс. человек или более 2/3 всего населения Георгиевской территории, в том числе 38 тыс. или 45 % сельского населения. Кроме перечисленных населённых пунктов к системе расселения долины Подкумка можно отнести селения, расположенные по правому борту долины вдоль протоки Подкумка — Тёплой Речке. Это станица Георгиевская, расположенная напротив города и посёлки Шаумяновский и Ореховая Роща, а также связанные автодорогой с последним маленькие посёлки Новомихайловский и Семеновка у железной дороги «Георгиевск—Будённовск». К «Подкумской» системе расселения принадлежит и посёлок Новый, лежащий к западу от центра города за ж/д «Георгиевск—Незлобная». Эти шесть поселений в сумме дают ещё 11,8 тыс. человек.
К западу от Георгиевска между долинами Подкумка и Кумы вплоть до пос. Иноземцево также отсутствует постоянное население. На площади 120 км² не ни одного сельского поселения.
Южнее долины Подкумка лежит незаселённая территории (208 км²) междуречного пространства, пересекаемая долиной Этоки. К юго-западу от неё тянется от Солдато-Александровского цепочка поселений по реке Золке. В Георгиевском районе на берегах этой реки стоят два поселения: ст. Урухская и пос. Нижнезольский. Станица возникла в конце XIX века и так и не набрала населения как другие станицы района, Нижнезольский возник в 1930-е и имеет вполне стандартный для себя размер — 1300 человек. Самым южным селением района, выпадающим из всех систем расселения, является посёлок Приэтокский, затерявшийся среди садов плодоовощного хозяйства «Незлобненское». От Приэтокского ближе до Кабардино-Балкарии, чем до Георгиевска.
Абсолютное большинство населённых пунктов находятся в долинах рек и дне балок. И лишь один пос. Приэтокский стоит на водоразделе Золки и Этоки.
Плотность населения в крупных сельских поселениях
При характеристике людности и плотности сельского населения интересно обратить внимание на плотность населения внутри крупных населённых пунктов. Для них характерно неравномерное распределение населения в пределах застроенной территории селения. К центру плотность застройки возрастает, улицы становятся более узкими, в некоторых селениях повышается этажность. Все это приводит к росту плотности населения. Ближе к окраинам застройка и уличная сеть приобретает нерегулярный характер, сплошной массив застройки распадается на заимки, отрезки и хутора.
Средняя плотность населения во всех станицах, сёлах и трёх крупных посёлках района, где население более 2000 человек и площадь несколько км² показана. Наибольшая плотность наблюдается в пригородных поселениях независимо от их численности населения. В Незлобной и Краснокумском она обусловлена наличием микрорайонов с 3-5 этажными жилыми домами в центре, и высокой плотность населения в районах современного жилищного строительства, в Шаумянском, Георгиевской и Новом последним только последним фактором. В этих пяти селениях плотность населения выше 1000 чел./км², что чрезвычайно много для сельских поселений. Людность крупнейших поселений в Кумской долине и Лысогорской довольно стабильна и варьирует от 893 ч/км² в Подгорной до 688 ч/км² в Новозаведенном. В этих селениях плотность населения ранее была гораздо выше чем сейчас, так как в 1914 году в них проживало больше населения, чем в настоящее время, а площадь под застройкой была гораздо меньше. Для этих поселений характерно наличие небольших микрорайонов из 2—3-этажных многоквартирных домом и абсолютное преобладание частного сектора. В двух оставшихся поселениях плотность около 550 ч/км².
Естественное движение
Показатели естественного движения населения в Георгиевском районе отражают общероссийскую картину. С 1993 года отмечается естественная убыль населения, которая все меньше и меньше перекрывается миграционным притоком. Важнейшие показатели естественного движения население в 1998—2000 гг. отражены в таблице 3. При её анализе находятся общие тенденции к сокращению рождаемости, к росту коэффициента смертности и, как следствие, росту коэффициента отрицательного значения естественного прироста. Долгое время показатели Георгиевского района были относительно благополучны, однако в 1999—2000 году район приблизился по многим показателям к среднекраевому и среднероссийскому уровню. Относительно высокая рождаемость в районе обусловлена большой долей нерусского населения, чей коэффициент рождаемости выше. Смертность же в районе близка к среднекраевой. Смертность превышала рождаемость в 2000 году в 1,45 раза, по краю в 1,51 раза, а по стране и того больше.
За пять лет сильно сократился коэффициент брачности с 7,4 до 5,0, коэффициент разводимости остался примерно на том же уровне.
Миграции населения
Миграция населения долгое время оставалась ведущим фактором формирования численности населения и национального состава в Георгиевском районе. За исключением непродолжительных периодов во время войн эта территория характеризовалась постоянным притоком населения.
На протяжении 1990-х годов отмечалось несколько основных направлений миграционных потоков:
- Начало 1990-х годов Приток русского населения из северных регионов страны. В городе и районе в 1980-е годы возводилось жильё для «северян», которое вводилось в эксплуатацию и в начале 1990-х. Поток экономических мигрантов был невелик, относительно соседнего Предгорного района и городов-курортов КМВ и исчерпал себя с обострение с ростом экономического кризиса и осложнением ситуации на Северном Кавказе.
- Начало 1990-х годов. Процесс субурбанизации, присущий крупным городам края и инверсия городского тренда в миграции «город-село», наблюдаемый в России в 1992—1996 годах, оказали некоторое влияние на миграцию в сельскую местность, но оттока из Георгиевска не наблюдалось, также как и в крае в целом росло параллельно и городское и сельское население.
- Середина 1990-х годов. Увеличение миграционного притока в пригороды, интенсивное заселение микрорайонов в Незлобной, Краснокумском, Новом, георгиевской. Субурбанизационный эффект, связанный с отсутствием в городской черте земельных ресурсов по дальнейшее строительство и нежелание городских властей менять границы Георгиевска.
- 1994—1997 годы. Первая волна миграции из Чечни. Преимущественно русские переселенцы, которые размещались по территории всего района. В городе оказались более состоятельные, в сельское местности остальная масса беженцев. Отличительной чертой этого миграциооного потока был высокий образовательный уровень вынужденных переселенцев, в прошлом интеллектуальная «элита» Грозного. Появление в городе большого числа квалифицированных преподавателей обусловило резкий рост филиалов ВУЗов и ВУЗов в Георгиевске. В 1993 году был открыт первый филиал — Северо-Кавказский ГТУ, на начало 2001—2002 уч. года в городе функционировало уже 17 ВУЗов, с суммарной численностью студентов — 3000-5000 человек.
- 1999—2001 годы. Приток населения, связанный со Второй чеченской войной. Гораздо менее интенсивный, чем во время Первой. В этническом плане преобладали чеченцы. Появление в районе и начало колонизации нехарактерных для этой территории народов: чеченцев, даргинцев, курдов и др. Активное проникновение их в сферу торговли, малое предпринимательство.
- 1990-е годы. Продолжение активной армянской колонизации территории. Расширение ареала проживания, который в начале 1990-х охватывал только Большой Георгиевск, а к началу XXI века разросся до основной полосы расселения района (Долины Кумы и Подкумка). Сперва преобладали мигранты из Нагорного Карабаха и Азербайджана. В последние годы все больше прибывает из самой Армении, что связано с достаточно сложным социально-экономическим положением в республике и укоренения диаспоры в крупных сельских поселениях района. Схожие тенденции наблюдаются и в целом по краю.
- 1990-е годы. Положительное сальдо миграции с другими регионами края и субъектами Российской Федерации на протяжении всего десятилетия. Район, благодаря своему ЭГП и природно-климатическим условиям всегда оставался привлекательным для расселения.
- 1990-е годы. Высокие показатели скрытой миграции. Многие из переселенцев в сельской местности не учтены. С достаточной степенью уверенности можно говорить о 10-15 тысячах незарегистрированных переселенцев, преимущественно из Нагорного Карабаха и Армении. С ними население Георгиевского района составляет около 100 тыс. человек. Все вышеперечисленные тенденции в области миграции населения в той или иной мере характерны для Ставропольского края в целом. Георгиевский район может служить индикатором, где в наилучшей мереи объёме проявились миграционные потоки в 1990-е годы.

Анализируя статистику по миграции населения в Георгиевском районе за 2000 году, можно найти, что официально механический прирост составил 503 человека, из них 200 в селе Краснокумском. Прибыло в район 2,36 тыс. человек, выбыло 1,85 тыс. человек, что заметно меньше, чем в середине 90-х. В структуре иммигрантов основную долю занимают прибывшие из других районов края (51 % от общего числа прибывших), и из других регионов России (36 %). Прежде всего, это жители бывшие Георгиевска и окружающих районов. Эмиграция идёт также преимущественно в другие территории края (54 %) и другие регионы России (40 %). Довольно большое число выбывших в страны дальнего зарубежья (3 %), тогда как прибывших из них в 2000 году не было. Положительное сальдо миграции Георгиевском районе отмечалось по всем направлениям, кроме стран дальнего зарубежья. Основной миграционный обмен идёт с Георгиевском, где район имеет положительные значения сальдо миграции.
Гендерный состав
По итогам переписи населения 2010 года проживали 50 003 мужчины (49,33 %) и 51 364 женщины (50,67 %).

### Урбанизация
В городских условиях (Георгиевск) проживают 38,86 % населения района.

### Национальный состав
Георгиевский район — один из самых многонациональных районов Ставропольского края. Будучи на перекрёстке важных транспортных путей Георгиевск и окрестные села всегда служили пристанищем для представителей различных национальностей.
За XX век район перестал быть таким мононациональным как прежде. Если в начале XX века в районе украинское население составляло почти половину численности (особенно в станицах Георгиевской, Незлобной, Подгорной, Лысогорской), то за ХХ малороссийское население сменило свою идентичность. И в начале XXI составляет всего 2,1 %.
По имеющимся данным этнического состава по переписи 1989 года в Георгиевском районе из 64680 человек проживало: русских — 51099, армян — 5882, украинцев — 2016, цыган — 1090, греков — 574, от ста до пятисот человек насчитывали диаспоры белорусов, даргинцев, чеченцев, немцев. В этнической структуре доля русского населения составляла — 82,1 %, что было ниже чем в Георгиевске, но выше доли русских в крае и была равна доли русских в РСФСР. В целом славянское население составляло 83,5 %, что также выше среднекраевого значения, но ниже стреднероссийсого. Вторым по численности этносом в районе были армяне — 7,0 %, за ними следовали украинцы — 3,1 % и цыгане — 1,7 %. По численности последних Георгиевских район занимал абсолютно первое место в крае.
В 1990-е годы национальный состав в районе сильно преобразился. Так как отсутствуют официальные данные по этнической структуре, то можно лишь по личным наблюдениям констатировать, что за прошедшие 12 лет заметно выросла численность армян. Причём, если они ранее предпочитали селиться в городе, то теперь поток незарегистрированных переселенцев из Нагорного Карабаха и Армении направляется в пригородные села и другие крупные сельские поселения района. Новые поселенцы быстро проходят акклиматизацию и пополняют ряды занятых в третичном секторе, преимущественно в торговле.
По данным последней переписи 2002 года национальный состав Георгиевского района выглядел следующим образом: русские 67,2 %, армяне 23 %, цыгане 2,2 %, украинцы 2 %, агулы 0,6 %, азербайджанцы 0,5 %, лезгины и немцы по 0,4 %, даргинцы и корейцы по 0,3 % и чеченцы 0,2 %. На все остальные 65 народов приходится менее 3 % населения. Сейчас доля славян в общей численности населения составляет 70,3 %, доля кавказских народов — 25,5 %. Соответственно, за последний межпереписной период, доля первых сократилась на 7 %, а вторых выросла на это же значение. Что является свидетельством постепенной смены этнического состава населения.
В Георгиевском районе отмечается наивысшая, среди сельских районов Ставропольского края доля армян, общая численность диаспоры которых, вместе с Георгиевском, составляет 11,0 тыс. чел или 3,4 % от общероссийской численности сельских армян! Георгиевский район ещё и самый цыганский в крае — единственный, где они являются третьим по численности этносом (2,2 тыс. чел или 3,2 % общероссийской численности сельских цыган). Перепись 2002 года обнаружила около 0,6 тыс. агулов в Георгиевском районе — это наибольшая их численность в России за пределами Дагестана. За межпереписной период сократилась численность евреев, немцев, украинцев и греков, по вполне понятным причинам — отток на историческую родину либо смена самоидентификации.
По итогам переписи населения 2010 года проживали следующие национальности (национальности менее 1 %, см. в сноске к строке «Другие»):
| Национальность | Численность | Процент |
| -------------- | ----------- | ------- |
| Русские        | 76 447      | 75,42   |
| Армяне         | 13 905      | 13,72   |
| Цыгане         | 3857        | 3,80    |
| Украинцы       | 1202        | 1,19    |
| Другие         | 5956        | 5,88    |
| Итого          | 101 367     | 100,00  |

По итогам переписи населения 2020 года проживали следующие национальности (национальности менее 1 % и другое, см. в сноске к строке «Другие»):
| Национальность | Численность, чел. | Доля     |
| -------------- | ----------------- | -------- |
| Русские        | 121 401           | 75,76 %  |
| Армяне         | 21 040            | 13,13 %  |
| Цыгане         | 5700              | 3,56 %   |
| Другие         | 12 097            | 7,55 %   |
| Итого          | 160 238           | 100,00 % |

### Трудовые ресурсы
По данным Георгиевского Центра Занятости Населения в Георгиевске и Георгиевском районе на 1.10.2001 трудоспособное население в трудоспособном возрасте составляло 86,3 тыс. человек или 57 % из 151,4 тыс. человек постоянного населения, это немного выше, чем в среднем по России. Большая часть населения занята в народном хозяйстве; таких 49,8 тыс. или 57,4 % от трудоспособного населения (в РФ 79 %). Все экономически активное население составляет 55,4 тыс. или 36,6 % от всей численности постоянного населения (в РФ 49 %). Остальная часть экономически активного населения — это безработные. Их официально зарегистрировано в службе занятости — 817! человек или 1,5 % от всего экономически активного населения. В то же время скрытая безработица Георгиевским ЦЗН оценивается в 4,3 тыс. человек или 8,5 %, что близко к среднероссийскому. Но и эти цифры не вполне отражают ситуацию. Уровень занятости населения всего — 57,7 %! Тот факт, что 36,5 тысяч человек или 42,5 % всего трудоспособного населения не занято в народном хозяйстве свидетельствует о том, что более 20 тысяч трудоспособных граждан, согласно балансу трудовых ресурсов, не имеют постоянной работы и постоянного заработка.
В Георгиевском районе эта часть населения занята либо в теневой экономике, либо в личном подсобном хозяйстве (по данным Георгиевского ЦЗН более 7500 человек). В территориальном разрезе наименьшая безработица наблюдается в пригородных поселениях, где широко распространена трудовая маятниковая миграция в город, лучше развит третичный сектор, имеется небольшие работающие промышленные предприятия. В крупных непригородных населённых пунктах безработица значительно выше, по косвенным сведениям она достигает 50 — 70 % среди трудоспособного населения. Большая часть жителей Александрийской, Лысогорской, Обильного, Новозаведенного, официально числясь в разных с/х предприятиях, выживают благодаря личному подсобному хозяйству. Для многих продукция ЛПХ имеет товарный вид и сбывается на рынках Георгиевска, Пятигорска, Минеральных Вод, Будённовска, благо, что эти села и станицы имеют выгодной транспортное положение. Оживлённо идёт торговля и на автомагистралях, проходящих через эти поселения.

## Муниципально-территориальное устройство до 2017 года
С 2004 до 2017 года в Георгиевский муниципальный район входили 14 сельских поселений:
| №  | Сельское поселение        | Административный центр  | Количество населённых пунктов | Население (чел.) |
| -- | ------------------------- | ----------------------- | ----------------------------- | ---------------- |
| 1  | Александрийский сельсовет | станица Александрийская | 3                             | ↘12 595          |
| 2  | Балковский сельсовет      | посёлок Балковский      | 2                             | ↗1055            |
| 3  | Крутоярский сельсовет     | посёлок Падинский       | 2                             | ↘1508            |
| 4  | Незлобненский сельсовет   | станица Незлобная       | 2                             | ↗20 137          |
| 5  | посёлок Новый             | посёлок Новый           | 1                             | ↘3053            |
| 6  | село Краснокумское        | село Краснокумское      | 1                             | ↘17 451          |
| 7  | село Новозаведенное       | село Новозаведенное     | 1                             | ↘5057            |
| 8  | село Обильное             | село Обильное           | 1                             | ↗6377            |
| 9  | станица Георгиевская      | станица Георгиевская    | 1                             | ↘6151            |
| 10 | станица Лысогорская       | станица Лысогорская     | 1                             | ↘11 198          |
| 11 | станица Подгорная         | станица Подгорная       | 1                             | ↘5892            |
| 12 | Ульяновский сельсовет     | посёлок Новоульяновский | 2                             | ↘2350            |
| 13 | Урухский сельсовет        | станица Урухская        | 2                             | ↘3903            |
| 14 | Шаумяновский сельсовет    | посёлок Шаумянский      | 4                             | →3791            |

Муниципальный район до его упразднения включал 24 сельских населённых пункта. Его административный центр, город Георгиевск, в состав муниципального района не входил, а образовывал отдельный городской округ.

## Населённые пункты
В состав территории района и соответствующего муниципального округа входят 25 населённых пунктов:
| №  | Населённый пункт   | Тип населённого пункта | Население |
| -- | ------------------ | ---------------------- | --------- |
| 1  | Александрийская    | станица                | ↘10 500   |
| 2  | Балковский         | посёлок                | ↘1000     |
| 3  | Георгиевск         | город                  | ↘61 046   |
| 4  | Георгиевская       | станица                | ↘5600     |
| 5  | Краснокумское      | село                   | ↘16 700   |
| 6  | Крутоярский        | посёлок                | ↗470      |
| 7  | Лысогорская        | станица                | ↘11 200   |
| 8  | Незлобная          | станица                | ↘19 000   |
| 9  | Нижнезольский      | посёлок                | ↗1100     |
| 10 | Новозаведенное     | село                   | ↘5000     |
| 11 | Новомихайловский   | хутор                  | ↘200      |
| 12 | Новоульяновский    | посёлок                | ↗1900     |
| 13 | Новый              | посёлок                | ↘3300     |
| 14 | Обильное           | село                   | ↗6100     |
| 15 | Ореховая Роща      | посёлок                | ↘300      |
| 16 | Падинский          | посёлок                | ↗1100     |
| 17 | Подгорная          | станица                | ↘5300     |
| 18 | Приэтокский        | посёлок                | →500      |
| 19 | Роговой            | посёлок                | ↘7        |
| 20 | Семёновка          | посёлок                | →200      |
| 21 | Терский            | посёлок                | →700      |
| 22 | Ульяновка          | посёлок                | ↗500      |
| 23 | Урухская           | станица                | ↘2700     |
| 24 | Хутор имени Кирова | хутор                  | ↘200      |
| 25 | Шаумянский         | посёлок                | ↗3100     |

## Местное самоуправление
Главы района
- Исаков Михаил Николаевич[61]

Главы администрации района
- 2008—2013 годы — Шабалдас Василий Егорович
- с июля 2013 года — Бобров Александр Владимирович[62]

Главы городского округа
- c 2017 года — Клименченко Александр Павлович (и. о.)[63]
- с ноября 2017 года — Клетин Максим Викторович[64][65]
- с 31 марта 2021 — Зайцев Андрей Владимирович[66]

Председатели Думы
- Стрельников Александр Михайлович[67]

## Экономика
Георгиевский район — один из наиболее развитых сельскохозяйственных районов Ставропольского края, где присутствуют разнообразные хозяйствующие субъекты — крупные капиталистические хозяйства местных и московских агрохолдингов, коллективные СХП, фермерские и товарные личные подсобные хозяйства. Основные показатели развития экономического развития района в 2002 году были следующие:
- занятость в общественном сельском хозяйстве — 3649 чел,
- продукция с/х на одного занятого в с/х — 136,5 тыс. руб,
- продукция СХП — 0,5 млрд руб.,
- площадь посевных культур — 113,9 тыс. га
- производство СХП: подсолнечник — 8400 т, овощи 195 т, зерновые 218700 т., мясо (в убойном весе) — 2011 тонн, молоко — 8025 тонн, Урожайность зерновых — 28,3 ц/га.
- Поголовье КРС — 7100 голов, свиней — 3300 голов.
- Продукция ЛПХ — 0,4 млрд руб., посевная площадь 2,1 тыс. га.
- Производство: картофель 10,0 тыс. тонн, овощи 4,5 тыс. тонн, мясо 4,7 тыс. тонн, молоко 10,5 тыс. тонн.
- Поголовье КРС — 9 тыс. голов, свиней — 13,0 тыс. голов.

Все данные взяты из: Об итогах учёта скота и производстве продукции животноводства в хозяйствах всех категорий в 2002 году. Статистический сборник. — Ставрополь: Ставропольский краевой комитет гос. статистики. — 2003. и Посевные площади, валовые сборы и урожайность сельскохозяйственных культур. Статистический сборник. — Ставрополь: Ставропольский краевой комитет гос. статистики. — 2003.

## Транспорт
Железнодорожный транспорт
По территории Георгиевского района проходит магистраль «Москва—Ростов—Баку» — двупутная электрифицированная ж/д, построена в 1875 году, через станицу Незлобную, а в 1914 году проведённая по Кумской долине через Георгиевск. От этой магистрали в 1914—1916 гг. была построена железная дорога «Георгиевск—Будённовск» (тогда Св. Крест) — однопутная неэлектрифицированная. Также по территории района пролегает — однопутная неэлектрифицированная ветка «Георгиевск—Незлобная».
Пассажирское сообщение осуществляется по первым двум веткам. Пригородные поезда на территории района останавливаются в ст. Александрийской, ст. Подгорной, п. Тёплая Речка, п. Новомихайловский. Поезда дальнего следования только в Георгиевске.
Общественный автотранспорт
По территории района проходит ряд трасс общерегионального значения: «Минеральные Воды—Подгорная—Будённовск—Кочубей», «Георгиевск—Прохладный», «Георгиевск—Пятигорск». Сельские поселения района связаны дорогами с твёрдым покрытием с общефедеральной сетью автодорог. Георгиевск связан маршрутами общественного транспорта со всеми сёлами района (кроме х. Роговой). На территории района проложены несколько сот маршрутов, по которым ежедневно проходят несколько сот единиц автобусов.
Авиатранспорт
Ближайший международный аэропорт находится в 35 км от Георгиевска в Минеральных Водах, соответственно, в 20-80 минутах езды от любого сельского поселения района.
Трубопроводный транспорт
По территории района пролегает 3 важных нефтепровода и 1 газопровод по направлению «Минеральные Воды—Георгиевск—Моздок», по которым осуществляет снабжение газом Южного Кавказа.

## Люди, связанные с районом
Почётные граждане города Георгиевска и Георгиевского района:
- Алимирзоев Владимир Алибекович
- Бочарников Юрий Алексеевич
- Головко Павел Фёдотович
- Горина Лилия Евгеньевна (6.02.1943) — директор вечерней школы № 3 села Краснокумского, Заслуженный учитель школы РСФСР[69]
- Гридин Дмитрий Алексеевич
- Гринев Николай Филиппович
- Губанов Виктор Иванович
- Давыдов Иван Степанович
- Долгов Иван Романович
- Ечевский Александр Иванович
- Жуков Владимир Михайлович
- Исаков Михаил Николаевич
- Качанов Михаил Иванович
- Козина Людмила Анатольевна
- KозырьИван Логвинович
- Корота Виктор Иосифович
- Красько Михаил Александрович
- Маёров Николай Михайлович
- Михитарьянц Григорий Оганесович
- Мишин Александр Васильевич
- Мурадова Светлана Арутюновна
- Папушоя Сергей Викторович
- Педченко Кирилл Григорьевич
- Скибицкий Сергей Корнеевич
- Терер Илья Михайлович
- Усков Василий Михайлович
- Федькин Матвей Иванович
- Феодосиади Евгений Ахиллесович
- Худик Николай Андреевич
- Чернева Вера Федоровна
- Юрченко Петр Феодосьевич

## Археология
В песках карьера, расположенного к северо-западу от Георгиевска, нашли останки большерогого оленя или мегалоцероса (Megaloceros giganteus), жившего здесь около 2 млн лет назад и скелет южного слона (Archidiskodon meridionalis meridionalis). В Старом Георгиевском карьере обнаружено приострённое изделие из кварцевой гальки (чоппер с остриём).